# May Sutton
May Sutton (Plymouth, 25 de setembro de 1886 - Santa Monica, 4 de Outubro de 1975) foi uma tenista americana.
Sutton foi a primeira tenista não britânica a vencer o Torneio de Wimbledon. Um ano antes (1904), ela se sagrou campeã do US Open de tênis.
Sutton entrou para o International Tennis Hall of Fame em 1956.

## Grand Slam finais

### Simples: 3 títulos, 1 vice
| Resultado | Ano  | Campeonato | Oponente                  | Placar   |
| Campeã    | 1904 | US Open    | Elisabeth Moore           | 6–1, 6–2 |
| Campeã    | 1905 | Wimbledon  | Dorothea Lambert Chambers | 6–3, 6–4 |
| Vice      | 1906 | Wimbledon  | Dorothea Lambert Chambers | 3–6, 7–9 |
| Campeã    | 1907 | Wimbledon  | Dorothea Lambert Chambers | 6–1, 6–4 |

### Duplas: 1 título, 1 vice
| Resultado | Ano  | Campeonato         | Parceiro       | Oponentes                    | Placar        |
| Campeã    | 1904 | U.S. Championships | Miriam Hall    | Elisabeth Moore Carrie Neely | 3–6, 6–3, 6–3 |
| Vice      | 1925 | U.S. Championships | Elizabeth Ryan | Mary K. Browne Helen Wills   | 4–6, 3–6      |

### Duplas Mistas: 1 vice
| Resultado | Ano  | Campeonato         | Parceiro    | Oponentes                   | Placar   |
| Vice      | 1904 | U.S. Championships | F.B. Dallas | Elisabeth Moore Wylie Grant | 2–6, 1–6 |